# Gonset
Grands Magasins Gonset S.A. was een Zwitserse warenhuisketen, die opgericht werd op 5 december 1922. De keten was met name actief in het Franstalige deel van Zwitserland en had het hoofdkantoor in Yverdon-les-Bains.

## Geschiedenis
Het warenhuis Gonset is ontstaan uit een winkel die in 1871 in Yverdon-les-Bains werd geopend door Paul-Henri Gonset en Louise Henrioud onder de naam Au Magasin Gonset-Henrioud. In de jaren 1920 opende Charles diverse nevenvestigingen in het Franstalige deel door bestaande winkels over te nemen. Na in 1920 eerst een filiaal te hebben geopend in Neuchâtel, volgden er filialen in Delémont (1925), Fleurier (1926), Orbe (1928), Châtaeu d'Oex (1929), Nyon, Martyigny, Monthey en Sainte-Croix (1930),  Vallorbe (1932), Laufon, Saxon, Sion en Viège (1933).  Als gevolg van een federaal decreet tegen de warenhuizen in 1933 werd de groei vertraagd. In de jaren 1950 ging de uitbreiding van het aantal warenhuizen verder en werden er drie nieuwe winkels geopend in Le Sentier (1953), Sierre (1950) en La Chaux-de-Fonds (1956).       
Naast de warenhuizen had de onderneming een winkel in Genève (1923) en in Brigue (1933).
In de succesvolle jaren 1950 tot en met de jaren 1970 werden de warenhuizen vele malen uitgebreid. De warenhuizen in Neuchâtel en Yverdon werden uitgebreid en werden de grootste van de groep. In 1970 waren er 19 winkels, voornamelijk in Franstalig Zwitserland. Halverwege de jaren tachtig kreeg Gonset het moeilijk door de toegenomen concurrentie van warenhuizen als ABM,  Unip en Innovation. Dit leidde tot de neergang en in 1987 waren alle Gonset-winkels gesloten.      
Wat resteert is de Gonset Holding, die actief is als vastgoedeigenaar en investeerder in Zwitserland en daarbuiten.